# 毛鸿翙
毛鸿翙（1787年—1865年），字振羽，男，山西平遥人，清朝实业家，山西票号的创始人之一。曾创建日升昌、蔚字号。